# Zhou Yang (homme politique)
Pour les articles homonymes, voir Zhou et Zhou Yang.
Dans ce nom chinois, le nom de famille, Zhou, précède le nom personnel.
Zhou Yang (chinois : 周扬 ; Wade-Giles : Chou Yang), ou Zhou Qiying (Wade-Giles : Chou Ch'i-ying), né le 7 novembre 1908 à Yiyang (Hunan) et mort le 31 juillet 1989, est le responsable des affaires culturelles du régime maoïste, en tant que vice-ministre de la Culture, directeur adjoint de la Propagande et vice-président de la Fédération des arts et des lettres, avant sa disgrâce en 1966.

## Biographie
On connaît peu de choses de la jeunesse de Zhou Yang, en dehors du fait qu'il a été étudiant au Japon.
En 1936, il est le dirigeant de la Ligue des écrivains de gauche. Il y défend une  « littérature de défense nationale », de style réaliste et s'alignant sur la politique du parti communiste favorable à un front uni avec le Kuomintang contre le Japon, et s'oppose au sein de la ligue aux tenants de la « littérature de masse pour la guerre nationale révolutionnaire », dont fait partie Lu Xun, favorables à la liberté de création des intellectuels. Collaborateur de Peng Zhen en Chine du Nord après le début de la guerre sino-japonaise, il prend la direction de l'académie Lu Xun à Yan'an en 1939.
Zhou Yang est le véritable maître (et officiellement vice-président avec Mao Dun) de la Fédération nationale des écrivains et artistes, créée à Pékin en juillet 1949, et dont Guo Moruo est officiellement président,. À ce titre il appuie la campagne de « refonte » des intellectuels lancée en novembre 1951 par Zhou Enlai et qui conduit à la rééducation de plusieurs milliers d'entre eux. Vice-ministre de la culture, il est pris à partie par Hu Feng en décembre 1954, les deux hommes s'étant déjà opposés en 1936 au temps de la Ligue des écrivains de l'aile gauche. En 1957, Zhou est chargé de faire le bilan la campagne d'épuration qui suit les « Cent fleurs » dans un discours intitulé « Un grand débat sur le front littéraire ». Il se fait le porte-parole du caractère national de la culture à destination des masses au 3e congrès des écrivains et artistes en 1960.
Zhou se retrouve en porte-à-faux lorsque Jiang Qing entreprend de réformer le théâtre à partir de 1963. S'il condamne encore l'humanisme au profit du marxisme au sein de sciences sociales en 1963, il est l'une des premières victimes de la Révolution culturelle, sous le prétexte de son opposition à Lu Xun en 1936, pourtant en accord avec la politique du parti à l'époque, et d'avoir fait preuve d'hypocrisie après 1949 ; mais la véritable raison de son éviction est sa proximité avec Peng Zhen, maire de Pékin, et sa position clé au sein de l'appareil de propagande.
Zhou est réhabilité, après la chute de la Bande des Quatre, en 1978.
Zhou Yang est surnommé le « Jdanov chinois » par certains sinologues,.